# Alyssum pyrenaicum
Alyssum pyrenaicum (лат.) — вид травянистых растений рода Бурачок семейства Капустные (Brassicaceae). По данным The Plant List на 2013 год, является синонимом действительного названия Ptilotrichum pyrenaicum.

## Ареал
Известна всего одна популяция в южных Пиренеях (Франция).

## Охранный статус
Занесён в Международную Красную книгу со статусом Vulnerable species «Уязвимый вид». Включён во II приложение CITES. Защищается на национальном уровне во Франции. Лимитирующими факторами является его сбор.